# Łowcy umysłów
Łowcy umysłów (ang. Mindhunters) – amerykański thriller z 2004 roku w reżyserii Renny’ego Harlina.

## Obsada
- Val Kilmer – Harris
- Christian Slater – J.D. Reston
- LL Cool J – Gabe Jenkins
- Patricia Velasquez – Nicole Villis
- Kathryn Morris – Sarah Moore
- Jonny Lee Miller – Lucas Halpern